# Wordie-Schelfeis
Koordinaten: 69° 15′ S, 67° 45′ W

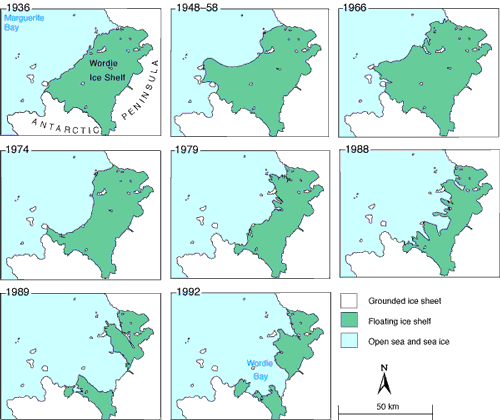
Eisschmelze des Wordie-Schelfeises zwischen 1936 und 1992

Das Wordie-Schelfeis war ein antarktisches Schelfeis aus zusammenfließenden Gletschern an der Fallières-Küste des Grahamlands auf der Antarktischen Halbinsel. Es lag im südöstlichen Abschnitt der Marguerite Bay zwischen Kap Berteaux und Mount Edgell. Zu den Gletschern, die in das Schelfeis flossen, zählten der Hariot-Gletscher, der Forster-Piedmont-Gletscher, der seinerseits ein Zusammenfluss aus Airy-, Seller-, Fleming- und Prospect-Gletscher ist, und der Carlson-Gletscher.
Entdeckt wurde es von Teilnehmern der British Graham Land Expedition (1934–1937) unter der Leitung des australischen Polarforschers John Rymill. Rymill benannte das Schelfeis nach dem schottischen Polarforscher James Wordie (1889–1962), Ehrensekretär und späterer Präsident der Royal Geographical Society, der unter anderem an der Endurance-Expedition (1914–1917) des britischen Polarforschers Ernest Shackleton teilgenommen hatte.
In einer Reihe von Ereignissen löste sich das Schelfeis in den 1970er und 1980er Jahren weitgehend auf. Im Jahr 1992 waren noch einige unverbundene Gletscherzungen übrig, im Jahr 2004 war das Eis praktisch vollständig verschwunden. Ursache der Auflösung ist eine Kombination aus erhöhter Schmelzrate aufgrund der Erwärmung der Atmosphäre – die Region hat sich zwischen 1940 und 2010 um ca. + 2,5 °C erwärmt –, stärkerem Wellengang aufgrund von Meereisverlusten in der Marguerite Bay und wärmerem Meerwasser.
Nach dem Verschwinden des Eisschelfs beschleunigte sich der Fluss der angrenzenden Gletscher, sie verloren an Masse. Das Abfließen des Fleming-Gletschers beschleunigte sich 2008 noch einmal. Für diesen größten der in das Gebiet des ehemaligen Wordie-Schelfeises einmündenden Gletscher wird seine weitere Auflösung durch das Aufströmen wärmeren Meerwassers befürchtet.